# Nathalie Blue
Nathalie Boone, artiestennaam Nathalie Blue (Vlissingen, 25 februari 2000), is een Nederlands zangeres.

## Biografie
Boone heeft een Poolse moeder en is opgegroeid in Zeeland. Haar moeder is een sopraan en zingt bij het Zeeuws Byzantijns (Orthodox) Koor Srétenje. Boone werd klassiek opgeleid in zang en piano. In 2012 werd zij tweede bij een talentenwedstrijd van KiKa te Amsterdam.
Ze volgde een masterclass in Zuid-Spanje onder begeleiding van Kees Taal. Zij trad ook meerdere malen met hem op. Ze vervolgde daarna lessen bij hem en bij Henca Maduro en Jill Tschogl. In 2014 slaagde ze aan het conservatorium in Den Haag. Hierna deed ze nog vervolgstudies bij Babette Labeij, Rob de Nijs en Denise van Donselaar. Ook volgt ze danslessen.
Haar muziek is vooral in te delen in de r&b, nederhop en dance. In 2014 bracht ze haar eerste solosingles uit, Just for you en Party. Daarnaast bracht ze dat jaar Jij & ik uit met de nederhopformatie Broederliefde. Met de rapper Frenna bracht ze in 2015  het nummer Me like uit.
Begin 2016 bracht  ze Bij je zijn uit in samenwerking met Monsif en verder met Tur-G de nummers Yeah right en Voel je die vibe. Daarnaast treedt ze op tijdens verschillende evenementen, zoals tijdens Hitz for Kids in Ahoy in 2015 en het programma De Kids Top 20.